# Leszek Pasieczny
Leszek Pasieczny (ur. 4 stycznia 1930, zm. 9 grudnia 2014 w Warszawie) – polski ekonomista, teoretyk zarządzania przedsiębiorstwem, profesor nauk ekonomicznych, nauczyciel akademicki.

## Życiorys
Syn Antoniego i Franciszki. W okresie II wojny światowej był harcerzem Szarych Szeregów, za tę działalność został czasowo relegowany ze studiów. W 1954 został absolwentem Szkoły Głównej Planowania i Statystyki. Uzyskiwał następnie stopnie naukowe doktora i doktora habilitowanego, a w 1973 tytuł profesora nauk ekonomicznych. Specjalizuje się w zagadnieniach analizy ekonomicznej, ekonomiki przedsiębiorstw, planowania oraz zarządzanie małymi przedsiębiorstwami. Jest autorem publikacji naukowych z zakresu zarządzania, a także współtwórcą Małej encyklopedii ekonomicznej.
Pracę naukową rozpoczął jeszcze w trakcie studiów. Związany z SGPiS, a w III RP m.in. z Akademią Podlaską. W latach 90. dołączył do kadry naukowej Wyższej Szkoły Przedsiębiorczości i Zarządzania im. Leona Koźmińskiego (przekształconej następnie w Akademię Leona Koźmińskiego) jako wykładowca w Katedrze Zarządzania Zasobami Ludzkimi.
W 2011 odznaczony Krzyżem Komandorskim z Gwiazdą Orderu Odrodzenia Polski.
Pochowany na cmentarzu komunalnym Północnym w Warszawie.

## Wybrane publikacje
- Bodźce materialnego zainteresowania w przedsiębiorstwie, Wydawnictwo Związkowe CRZZ, Warszawa 1970
- Ekonomika i analiza działalności przedsiębiorstwa (współautor), PWE, Warszawa 1979
- Ekonomika i organizacja działalności przemysłowej (współautor), PWE, Warszawa 1976
- Ekonomika przedsiębiorstwa (współautor), PWE, Warszawa 1977
- Encyklopedia organizacji i zarządzania (współautor), PWE, Warszawa 1981
- Gospodarka środkami trwałymi w przedsiębiorstwie przemysłowym, PWE, Warszawa 1964
- Inżynier w przemyśle: studium polityki zatrudnienia i płac, PWE, Warszawa 1968
- Kierownik a bodźce materialnego zainteresowania, PWE, Warszawa 1963
- Planowanie oraz analiza zatrudnienia i płac, PTE, Warszawa 1968
- Planowanie w przedsiębiorstwie przemysłowym, PTE, 1970
- Zarys ekonomiki przedsiębiorstwa, Instytut CRZZ, Warszawa 1972